# 金凤镇 (南充市)
金凤镇，是中华人民共和国四川省南充市嘉陵区下辖的一个乡镇级行政单位。2019年10月，撤销白家乡，将其所属行政区域划归金凤镇管辖。

## 行政区划
金凤镇下辖以下地区：
金盛社区、流溪寺村、牛王庙村、高穴寺村、双碾房村、金鸡沟村、白鸽嘴村、沙坝村、守塘湾村、雍茶缸村、韩家寺村、木桥田村、观音坝村、何良村、南水沟村、桥亭子村、土地坝村、缸子堰村、马兰坝村、滑石滩村、兵马塘村和何家庙村。